# Rödergrund-Egelmes
Rödergrund-Egelmes ist einer von 16 Ortsteilen der Gemeinde Hofbieber im osthessischenLandkreis Fulda.

## Geographische Lage
Der Ort grenzt im Uhrzeigersinn im Norden beginnend an, die Ortsteile Wittges, Morles (Gemeinde Nüsttal), Gotthards (Gemeinde Nüsttal), Schwarzbach, Langenberg, Wittges und Hofbieber (Ortsteil).
Siedlungsplätze innerhalb der Gemarkung
- Egelmes
- Rödergrund

## Geschichte

### Ortsgeschichte
Im Jahr 1856 wurde aus den Orten Rödergrund und Egelmes die neue Gemeinde Rödergrund-Egelmes gegründet.

#### Rödergrund
Die älteste bekannte schriftliche Erwähnung von Rödergrund erfolgte unter dem Namen Rodergrundt im Jahr 1543.
Einwohnerentwicklung
Quelle: Historisches Ortslexikon
- 1543: 5 Personen.
- 1790: 4 Hintersiedler u. 5 Hüttner.
- 1812: 10 Feuerstellen, 80 Seelen
- 1895: 16 Häuser mit 75 Bewohnern

| Rödergrund: Einwohnerzahlen von 1812 bis 1852 | Rödergrund: Einwohnerzahlen von 1812 bis 1852 | Rödergrund: Einwohnerzahlen von 1812 bis 1852 | Rödergrund: Einwohnerzahlen von 1812 bis 1852 | Rödergrund: Einwohnerzahlen von 1812 bis 1852 |
| --- | --------------------------------------------- | --------------------------------------------- | --------------------------------------------- | --------------------------------------------- |
| Jahr |                                               |                                               |                                               | Einwohner                                     |
| 1812 | 1812                                          |                                               | 80                                            | 80                                            |
| 1834 | 1834                                          |                                               | 87                                            | 87                                            |
| 1840 | 1840                                          |                                               | 93                                            | 93                                            |
| 1846 | 1846                                          |                                               | 96                                            | 96                                            |
| 1852 | 1852                                          |                                               | 96                                            | 96                                            |
| Datenquelle: Historisches Gemeindeverzeichnis für Hessen: Die Bevölkerung der Gemeinden 1834 bis 1967. Wiesbaden: Hessisches Statistisches Landesamt, 1968. Weitere Quellen: LAGIS |                                               |                                               |                                               |                                               |

#### Egelmes
Die älteste bekannte schriftliche Erwähnung von Egelmes erfolgte vor 1160 dem Namen Engelmares im Codex Eberhardi.
Einwohnerentwicklung
| Rödergrund: Einwohnerzahlen von 1812 bis 1885 | Rödergrund: Einwohnerzahlen von 1812 bis 1885 | Rödergrund: Einwohnerzahlen von 1812 bis 1885 | Rödergrund: Einwohnerzahlen von 1812 bis 1885 | Rödergrund: Einwohnerzahlen von 1812 bis 1885 |
| --- | --------------------------------------------- | --------------------------------------------- | --------------------------------------------- | --------------------------------------------- |
| Jahr |                                               |                                               |                                               | Einwohner                                     |
| 1812 | 1812                                          |                                               | 80                                            | 80                                            |
| 1834 | 1834                                          |                                               | 60                                            | 60                                            |
| 1840 | 1840                                          |                                               | 63                                            | 63                                            |
| 1846 | 1846                                          |                                               | 54                                            | 54                                            |
| 1852 | 1852                                          |                                               | 52                                            | 52                                            |
| 1871 | 1871                                          |                                               | ?                                             | ?                                             |
| 1885 | 1885                                          |                                               | 36                                            | 36                                            |
| Datenquelle: Historisches Gemeindeverzeichnis für Hessen: Die Bevölkerung der Gemeinden 1834 bis 1967. Wiesbaden: Hessisches Statistisches Landesamt, 1968. Weitere Quellen: LAGIS |                                               |                                               |                                               |                                               |

### Hessische Gebietsreform (1970–1977)
Zum 31. Dezember 1971 wurde die bis dahin selbstständige Gemeinde Rödergrund-Egelmes auf freiwilliger Basis in die Gemeinde Hofbieber eingemeindet. Wie für alle nach Hofbieber eingegliederten Gemeinden wurde auch für Rödergrund-Egelmes ein Ortsbezirk gebildet.

### Verwaltungsgeschichte im Überblick
Die folgende Liste zeigt die Staaten und Verwaltungseinheiten, denen Rödergrund-Egelmes und dessen Ortsteile angehört(e):
- vor 1803: Heiliges Römisches Reich, Hochstift Fulda, Amt Bieberstein
- 1803–1806: Heiliges Römisches Reich, Fürstentum Nassau-Oranien-Fulda, Fürstentum Fulda, Amt Bieberstein
- 1806–1810: Kaiserreich Frankreich, Fürstentum Fulda (Militärverwaltung)
- 1810–1813: Großherzogtum Frankfurt, Departement Fulda, Disrrikt Bieberstein
- ab 1816: Kurfürstentum Hessen, Großherzogtum Fulda, Amt Bieberstein
- ab 1821/22: Kurfürstentum Hessen, Provinz Fulda, Kreis Fulda[9][Anm. 2]
- ab 1848: Kurfürstentum Hessen, Bezirk Fulda
- ab 1851: Kurfürstentum Hessen, Provinz Fulda, Kreis Fulda
- ab 1867: Norddeutscher Bund, Königreich Preußen,[Anm. 3] Provinz Hessen-Nassau, Regierungsbezirk Kassel, Kreis Fulda
- ab 1871: Deutsches Reich,  Königreich Preußen, Provinz Hessen-Nassau, Regierungsbezirk Kassel, Kreis Fulda
- ab 1886: Deutsches Reich,  Königreich Preußen, Provinz Hessen-Nassau, Regierungsbezirk Kassel, Kreis Fulda, Gemeinde Rödergrund-Egelmes
- ab 1918: Deutsches Reich, Freistaat Preußen, Provinz Hessen-Nassau, Regierungsbezirk Kassel, Kreis Fulda, Gemeinde Rödergrund-Egelmes
- ab 1944: Deutsches Reich, Freistaat Preußen, Provinz Kurhessen, Landkreis Fulda, Gemeinde Rödergrund-Egelmes
- ab 1945: Deutsches Reich, Amerikanische Besatzungszone, Groß-Hessen, Regierungsbezirk Kassel, Landkreis Fulda, Gemeinde Rödergrund-Egelmes
- ab 1946: Deutsches Reich, Amerikanische Besatzungszone, Hessen, Regierungsbezirk Kassel, Landkreis Fulda, Gemeinde Rödergrund-Egelmes
- ab 1949: Bundesrepublik Deutschland, Hessen, Regierungsbezirk Kassel, Landkreis Fulda, Gemeinde Rödergrund-Egelmes
- ab 1972: Bundesrepublik Deutschland, Land Hessen, Regierungsbezirk Kassel, Landkreis Fulda, Gemeinde Hofbieber

## Bevölkerung

### Einwohnerstruktur 2011
Nach den Erhebungen des Zensus 2011 lebten am Stichtag dem 9. Mai 2011 in Rödergrund-Egelmes 105 Einwohner. Darunter waren keine Ausländer.
Nach dem Lebensalter waren 24 Einwohner unter 18 Jahren, 48 waren zwischen 18 und 49, 9 zwischen 50 und 64 und 21 Einwohner waren älter.
Die Einwohner lebten in 39 Haushalten. Davon waren 9 Singlehaushalte, 9 Paare ohne Kinder und 18 Paare mit Kindern, sowie 3 Alleinerziehende und keine Wohngemeinschaften. In 12 Haushalten lebten ausschließlich Senioren und in 6 Haushaltungen leben keine Senioren.

### Einwohnerentwicklung
| Rödergrund+Egelmes: Einwohnerzahlen von 1834 bis 2023 | Rödergrund+Egelmes: Einwohnerzahlen von 1834 bis 2023 | Rödergrund+Egelmes: Einwohnerzahlen von 1834 bis 2023 | Rödergrund+Egelmes: Einwohnerzahlen von 1834 bis 2023 | Rödergrund+Egelmes: Einwohnerzahlen von 1834 bis 2023 |
| --- | ----------------------------------------------------- | ----------------------------------------------------- | ----------------------------------------------------- | ----------------------------------------------------- |
| Jahr |                                                       |                                                       |                                                       | Einwohner                                             |
| 1834 | 1834                                                  |                                                       | 147                                                   | 147                                                   |
| 1840 | 1840                                                  |                                                       | 156                                                   | 156                                                   |
| 1846 | 1846                                                  |                                                       | 150                                                   | 150                                                   |
| 1852 | 1852                                                  |                                                       | 148                                                   | 148                                                   |
| 1858 | 1858                                                  |                                                       | 141                                                   | 141                                                   |
| 1864 | 1864                                                  |                                                       | 124                                                   | 124                                                   |
| 1871 | 1871                                                  |                                                       | 111                                                   | 111                                                   |
| 1875 | 1875                                                  |                                                       | 107                                                   | 107                                                   |
| 1885 | 1885                                                  |                                                       | 119                                                   | 119                                                   |
| 1895 | 1895                                                  |                                                       | 111                                                   | 111                                                   |
| 1905 | 1905                                                  |                                                       | 122                                                   | 122                                                   |
| 1910 | 1910                                                  |                                                       | 123                                                   | 123                                                   |
| 1925 | 1925                                                  |                                                       | 122                                                   | 122                                                   |
| 1939 | 1939                                                  |                                                       | 120                                                   | 120                                                   |
| 1946 | 1946                                                  |                                                       | 150                                                   | 150                                                   |
| 1950 | 1950                                                  |                                                       | 138                                                   | 138                                                   |
| 1956 | 1956                                                  |                                                       | 111                                                   | 111                                                   |
| 1961 | 1961                                                  |                                                       | 94                                                    | 94                                                    |
| 1967 | 1967                                                  |                                                       | 100                                                   | 100                                                   |
| 1970 | 1970                                                  |                                                       | 107                                                   | 107                                                   |
| 1980 | 1980                                                  |                                                       | ?                                                     | ?                                                     |
| 1990 | 1990                                                  |                                                       | ?                                                     | ?                                                     |
| 2000 | 2000                                                  |                                                       | ?                                                     | ?                                                     |
| 2011 | 2011                                                  |                                                       | 105                                                   | 105                                                   |
| 2023 | 2023                                                  |                                                       | 89                                                    | 89                                                    |
| Datenquelle: Historisches Gemeindeverzeichnis für Hessen: Die Bevölkerung der Gemeinden 1834 bis 1967. Wiesbaden: Hessisches Statistisches Landesamt, 1968. Weitere Quellen: LAGIS; Gemeinde Hofbieber; Zensus 2011 |                                                       |                                                       |                                                       |                                                       |

### Historische Religionszugehörigkeit
| • 1885: | 119 katholische (= 100 %) Einwohner |
| • 1961: | 94 katholische (= 100 %) Einwohner  |

## Politik
Für Rödergrund-Egelmes besteht ein Ortsbezirk (Gebiete der ehemaligen Gemeinde Rödergrund-Egelmes) mit Ortsbeirat und Ortsvorsteher nach der Hessischen Gemeindeordnung. Der Ortsbeirat besteht aus drei Mitgliedern. Bei den Kommunalwahlen in Hessen 2021 betrug die Wahlbeteiligung zum Ortsbeirat 89,87 %. Alle Kandidaten gehörten der Bürgerliste an. Der Ortsbeirat wählte Wolfgang Reith zum Ortsvorsteher.